# AN/AWS-1 Rapid Airborne Mine Clearance System

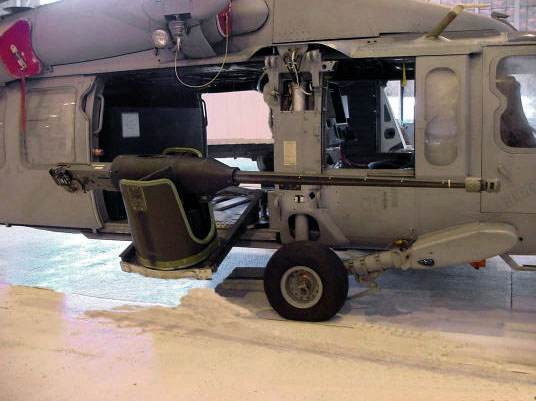
Rapid Airborne Mine Clearance System

AN/AWS-1 Rapid Airborne Mine Clearance System (RAMICS) – amerykański aktywny system zwalczania min i innych niewielkich obiektów w wodzie, oparty na zmodyfikowanym działku Mk 44 Bushmaster II kalibru 30 mm oraz m.in. specjalnych superkawitacyjnych pociskach wolframowych Mk 258. System ten przeznaczony jest do przenoszenia w pierwszym rzędzie przez helikoptery MH-60S Knighthawk i MH-60R Seahawk.
Działko jest kontrolowane przez zaopatrzony w algorytmy celowania system kontroli ognia sprzężony z systemem światłodetekcyjnym i namierzania LIDAR.